# اسدیسم

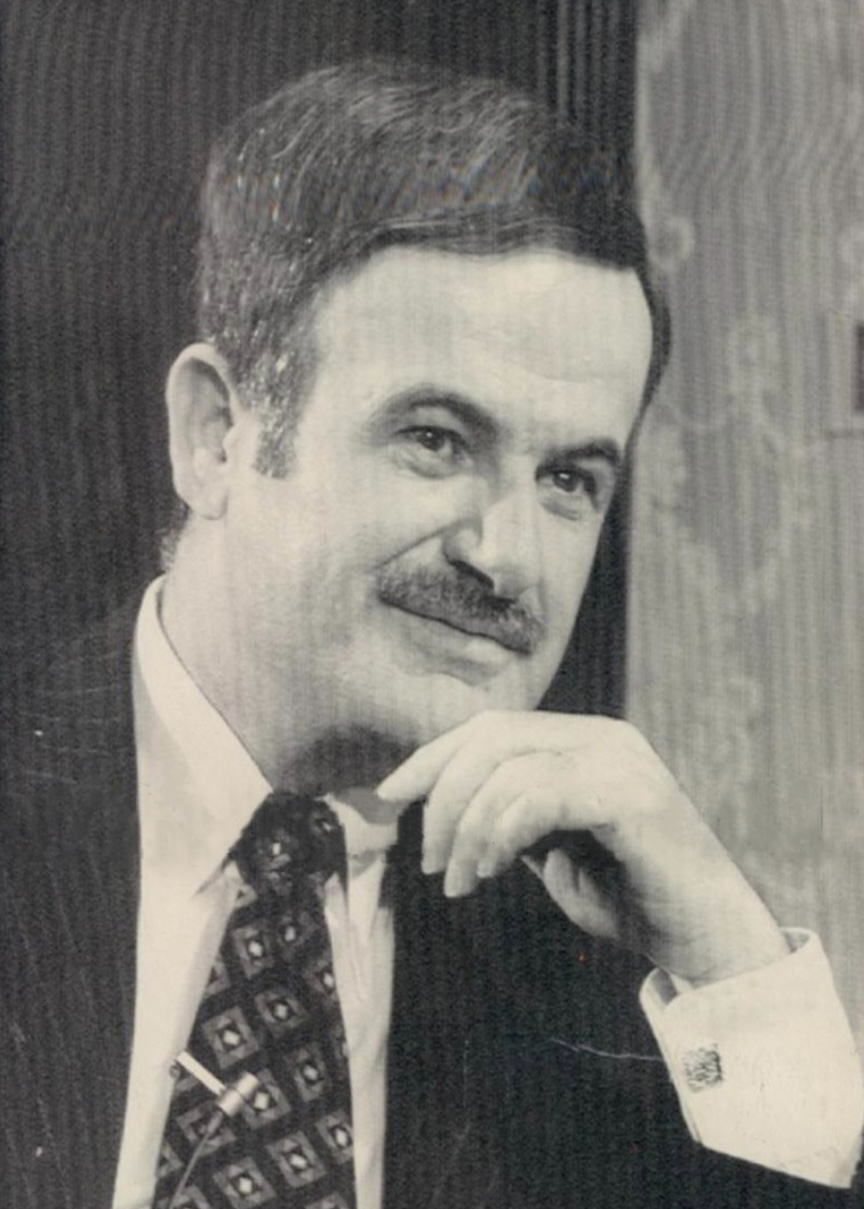
حافظ اسد در ۱۹۷۴، بنیان‌گذار و چهره برجسته اسدیسم

اسدیسم، گونه‌ای چپ افراطی از ایدئولوژی نئوبعثیسم است که بر اساس سیاست‌ها و تفکرات خانواده اسد شکل گرفته است؛ خانواده‌ای که از سال ۱۹۷۱ تا ۲۰۲۴، به عنوان یک دیکتاتوری موروثی تمامیت‌خواه بر سوریه، حکومت می‌کردند. اسدیسم با ملی‌گرایی عربی، سوسیالیسم، تمامیت‌خواهی، نظامی‌گری افراطی و کیش شخصیت پیرامون خانواده اسد، مشخص می‌شد. این دوره، رژیم‌های متوالی حافظ اسد و پسرش بشار اسد را در بر می‌گرفت. خانواده اسد در نتیجه کودتای ۱۹۷۰ سوریه به قدرت رسیدند که منجر به تثبیت تسلط اقلیت علوی در ارتش و نیروهای امنیتی شد. حکومت آن‌ها عمدتاً با خویشاوندسالاری، فرقه‌گرایی و جانبداری قومی، مشخص می‌شد. این ایدئولوژی، نقش رهبری خانواده اسد در سیاست سوریه را ارج می‌نهد و رژیم اسد را به شیوه‌ای بسیار شخص‌گرایانه تصویر می‌کند که دولتی مبتنی بر رهبر آن و حول محور او، ایجاد می‌کند. تحت این نظام، حزب بعث سوریه، خِرَد اسد را «فراتر از درک شهروند عادی» به تصویر می‌کشید. تبلیغات دولت سوریه، اسدیسم را به عنوان یک جریان نئوبعثی معرفی می‌کرد که ایدئولوژی بعثی را با نیازهای دوران معاصر، تطبیق داده است.
خانواده اسد، شبکه‌های حمایتی گسترده‌ای را ایجاد و وفاداری را تضمین کردند؛ در حالی که بخش‌های وسیعی از اقتصاد سوریه را در انحصار خود داشتند و به فساد گسترده، دامن می‌زدند. حزب بعث سوریه، از کنترل خود بر حوزه‌های سیاسی، اجتماعی، اقتصادی، فرهنگی، آموزشی و مذهبی سوریه برای تحمیل ایدئولوژی نئوبعثی خود در جامعه و حفظ قدرت خانواده اسد، استفاده کرد. هدف حافظ اسد پس از به قدرت رسیدن، تثبیت دولت سوسیالیستی به رهبری حزب بعث از طریق ایجاد یک سیستم «ضد کودتا» بود که رقابت‌های جناحی را از بین ببرد. به محض اینکه او قدرت را به دست گرفت، نیروهای مسلح، پلیس مخفی، نیروهای امنیتی و بوروکراسی، پاکسازی شدند و با انتصاب نخبگان علوی وفادار به اسد، آن‌ها را تحت فرمان حزب، درآوردند. اگرچه اسدیسم در ابتدا تلاش کرد تا مشکلات درون کشور را از طریق مانورهای سیاسی در دهه ۱۹۷۰ حل کند، اما در اوایل دهه ۱۹۸۰، رژیم به سمت استفاده از زور و سرکوب بی‌رحمانه روی آورد که نمونه آن کشتار ۱۹۸۲ حماة و چندین کشتار جمعی فرقه‌ای در طول جنگ داخلی سوریه از سال ۲۰۱۱ بود. پس از سقوط رژیم اسد در سال ۲۰۲۴ به دلیل حمله مجدد اپوزیسیون سوریه در بحبوحه جنگ داخلی، اسدیست‌های وفادار به رژیم سابق، در سراسر پایگاه‌های ایدئولوژیک علویان در غرب سوریه، دست به شورش مسلحانه زده‌اند.